# Kevin Mac Allister
Kevin Mac Allister (Buenos Aires, Argentina, 7 de noviembre de 1997) es un futbolista argentino que juega de defensa en el Royale Union Saint-Gilloise de la Primera División de Bélgica.
Es hijo del ex futbolista Carlos Mac Allister y Silvina Riela y hermano de Alexis Mac Allister y Francis Mac Allister.

## Trayectoria

### Argentinos Juniors
Hizo su debut oficial en Argentinos Juniors el 27 de febrero de 2016 por la fecha 5 del Campeonato de Primera División 2016 frente a Estudiantes de La Plata en un encuentro en el que Argentinos perdería por 4-1. Su segundo partido sería frente a Defensa y Justicia en el que marcaría un autogol y El Bicho perdería por 5-1.

### Royale Union Saint-Gilloise
El 12 de julio ficha por el Royale Union Saint-Gilloise de la Jupiler Pro League hasta 2026.

## Selección nacional

### Argentina Sub-20
El 3 de enero de 2017, el director Técnico de la Sub-20 Albiceleste Claudio Úbeda lo convocó para el Sudamericano Sub-20 a disputarse en Ecuador.

## Estadísticas

### Clubes
Actualizado al último partido disputado el 14 de mayo de 2025.
| Club                                  | Div.          | Temporada     | Liga  | Liga  | Liga   | Copas nacionales | Copas nacionales | Copas nacionales | Copas internacionales | Copas internacionales | Copas internacionales | Total | Total | Total  |
| Club                                  | Div.          | Temporada     | Part. | Goles | Asist. | Part.            | Goles            | Asist.           | Part.                 | Goles                 | Asist.                | Part. | Goles | Asist. |
| ------------------------------------- | ------------- | ------------- | ----- | ----- | ------ | ---------------- | ---------------- | ---------------- | --------------------- | --------------------- | --------------------- | ----- | ----- | ------ |
| A. A. Argentinos Juniors Argentina    | 2.ª           | 2016-17       | 24    | 0     | 0      | —                | —                | —                | —                     | —                     | —                     | 24    | 0     | 0      |
| A. A. Argentinos Juniors Argentina    | 1.ª           | 2017-18       | 18    | 1     | 3      | 2                | 0                | 0                | —                     | —                     | —                     | 20    | 1     | 3      |
| A. A. Argentinos Juniors Argentina    | 1.ª           | 2018-19       | 9     | 0     | 0      | —                | —                | —                | —                     | —                     | —                     | 9     | 0     | 0      |
| Boca Juniors Argentina                | 1.ª           | 2018-19       | 2     | 0     | 0      | —                | —                | —                | —                     | —                     | —                     | 2     | 0     | 0      |
| Boca Juniors Argentina                | Total club    | Total club    | 2     | 0     | 0      | 0                | 0                | 0                | 0                     | 0                     | 0                     | 2     | 0     | 0      |
| A. A. Argentinos Juniors Argentina    | 1.ª           | 2019-20       | 2     | 0     | 0      | 6                | 2                | 0                | 1                     | 0                     | 0                     | 9     | 1     | 0      |
| A. A. Argentinos Juniors Argentina    | 1.ª           | 2020-21       | 23    | 2     | 0      | 17               | 0                | 0                | 6                     | 0                     | 1                     | 46    | 2     | 1      |
| A. A. Argentinos Juniors Argentina    | 1.ª           | 2021-22       | 17    | 2     | 0      | 17               | 3                | 0                | 0                     | 0                     | 0                     | 35    | 5     | 0      |
| A. A. Argentinos Juniors Argentina    | 1.ª           | 2022-23       | 20    | 4     | 0      | 1                | 0                | 0                | 6                     | 0                     | 0                     | 27    | 4     | 0      |
| A. A. Argentinos Juniors Argentina    | Total club    | Total club    | 113   | 9     | 3      | 43               | 5                | 0                | 13                    | 0                     | 1                     | 170   | 14    | 4      |
| Royale Union Saint-Gilloise · Bélgica | 1.ª           | 2023-24       | 30    | 1     | 0      | 6                | 0                | 0                | 10                    | 0                     | 0                     | 46    | 1     | 0      |
| Royale Union Saint-Gilloise · Bélgica | 1.ª           | 2024-25       | 34    | 2     | 0      | 2                | 0                | 0                | 10                    | 3                     | 0                     | 46    | 5     | 0      |
| Royale Union Saint-Gilloise · Bélgica | Total club    | Total club    | 67    | 3     | 0      | 8                | 0                | 0                | 20                    | 3                     | 0                     | 92    | 6     | 0      |
| Total carrera                         | Total carrera | Total carrera | 182   | 12    | 3      | 51               | 5                | 0                | 33                    | 3                     | 1                     | 259   | 20    | 4      |

## Palmarés

### Campeonatos nacionales
| Título                      | Equipo                      | País      | Año     |
| --------------------------- | --------------------------- | --------- | ------- |
| Primera B Nacional          | Argentinos Juniors          | Argentina | 2016/17 |
| Supercopa Argentina         | Boca Juniors                | Argentina | 2018    |
| Copa de Bélgica             | Royale Union Saint-Gilloise | Bélgica   | 2023-24 |
| Supercopa de Belgica        | Royale Union Saint-Gilloise | Bélgica   | 2024    |
| Primera División de Bélgica | Royale Union Saint-Gilloise | Bélgica   | 2024-25 |